# ناحیه مرکز منبج
ناحیه مرکز منبج (به عربی: ناحیة مرکز منبج) یک ناحیه در سوریه است که در منطقه منبج واقع شده‌است. ناحیه مرکز منبج ۲۰۴٬۷۶۶ نفر جمعیت دارد.